# دیوید لوی یولی
دیوید لوی یولی (به انگلیسی: David Levy Yulee) سناتور سابق عضو حزب دموکرات ایالات متحده آمریکا بود. وی در سال ۱۸۴۵ تا ۱۸۵۱ و ۱۸۵۵ تا ۱۸۶۱ میلادی سناتور ایالت فلوریدا در سنای ایالات متحده آمریکا بود.